# Гринько, Николай Григорьевич
Никола́й Григо́рьевич Гринько́ (укр. Микола Григорович Гринько; 22 мая 1920, Херсон — 10 апреля 1989, Киев) — советский украинский актёр театра и кино. Народный артист Украинской ССР (1973). Участник Великой Отечественной войны.

## Биография
Николай Григорьевич Гринько родился 22 мая 1920 года в Херсоне в семье актёров Рабоче-крестьянского передвижного театра в Украинской ССР. Отец, Григорий Иванович, был актёром в Черновицком театре, а с 1923 года — художественным руководителем Первомайского передвижного рабоче-крестьянского театра. Мать, Лилия Каземировна Броневская, была ведущей актрисой театра и со временем стала заслуженной артисткой УССР, была ассистентом режиссёра в Запорожском театре. Крёстной матерью была известная украинская оперная певица, народная артистка Украинской ССР Оксана Петрусенко.
С детства мечтал стать актёром, но планы нарушила Великая Отечественная война.
В 1940 году Гринько был призван в Красную армию, направлен в 619-й БАО (батальон аэродромного обслуживания) 8 гвардейской дивизии авиации дальнего действия. Все четыре года Великой Отечественной войны в действующей армии. Служил стрелком-радистом на бомбардировщиках дальнего действия, был механиком по электроспецоборудованию подвижной авиаремонтной мастерской, комсоргом полка. Гвардии старшина. В 1943 году стал членом ВКП(б). Награждён Орденом Отечественной войны II степени (в 1985 году, в честь сорокалетия Победы) и медалью «За боевые заслуги» (приказ от 7 ноября 1944 года № 011/н по 8-й гвардейской авиационной Орловской дивизии дальнего действия, награждён как организатор художественной самодеятельности и массовик). В 1943 году назначен начальником офицерского клуба дивизии.
С 1946 года — помощник режиссёра, актёр, ведущий актёр Запорожского драматического театра имени Н. Щорса, актёр Ужгородского музыкально-драматического театра. В 1949 году окончил театральную студию при Запорожском театре.
С 1955 года — актёр и художественный руководитель Киевского симфо-джазового эстрадного оркестра «Дніпро». Выступал с интермедиями и как конферансье в паре с Григорием Антоненко (псевдоним Евгений Медведев). В этот период актёр выступал на сцене в основном в ролях комедийного и пародийного характера.
С 1951 снимался в кино, с 1956 года — актёр Киевской киностудии художественных фильмов имени А. П. Довженко.
В 1957 году в оркестре познакомился со своей будущей второй женой — скрипачкой Айшей Чулак-оглы (первая жена — актриса Запорожского драматического театра).
В 1961 году на XXII международном кинофестивале в Венеции актёру, сыгравшему свою первую большую роль — американского солдата-шофёра в фильме «Мир входящему» — «за рекламу машины фирмы „Студебеккер“» был присуждён автомобиль (сам актёр приз не получил). По воспоминаниям режиссёра фильма В. Наумова, на кинофестивале зарубежные зрители посчитали, что в роли американца-шофёра снялся действительно приглашённый американский актёр.
В 1963 году актёр был первоначально утверждён на роль Горацио и стал сниматься в фильме «Гамлет», но из-за слишком большой разницы в росте (198 см у него самого) с Иннокентием Смоктуновским возникли скандальные недоразумения, и актёр предпочёл расторгнуть договор с киностудией «Ленфильм».
В 1969 году присвоено звание Заслуженный артист УССР, в 1973 году — Народный артист УССР.
Снимался в нескольких фильмах Андрея Тарковского, которого называл своим «талисманом».

После «Иванова детства» я стал большим поклонником Андрея Тарковского и как актёр, и как зритель. Я ждал его новых фильмов, знал, что он собирается снимать «Страсти по Андрею», но никак не рассчитывал, что он позовёт меня. К моему удивлению, меня к нему вызвали, предложив роль Даниила Чёрного.
— Из статьи Н. Гринько о А. Тарковском

…Или Николай Григорьевич Гринько. Очень нежный и благородный актёр и человек. И я его очень люблю. Несуетливая душа — тонкая и богатая…
— из книги А. Тарковского «Запечатлённое время»
Всего актёр снялся более чем в 150 фильмах.
Самые известные роли, сделавшие актёра популярным в Советском Союзе:
- Папа Карло («Приключения Буратино»),
- Профессор («Сталкер»),
- отец Криса («Солярис»),
- профессор Громов («Приключения Электроника»).

Памятник на могиле Николая Гринько. Скульптор Владимир Миненко.

Фактура актёра — высокая, чуть сутулая худая фигура, выразительное доброе лицо с мягкими чертами, большое положительное обаяние. Своих героев артист неизменно наделял большой душевной теплотой, мягкостью и мудростью.
В некоторых кинофильмах его роли озвучивались другими актёрами (Вячеслав в «Двадцать дней без войны» (1976), озвучивал Иннокентий Смоктуновский; Фёдор Калашников, капитан парохода, в «Два долгих гудка в тумане» (1981), озвучивал Александр Демьяненко).
Скончался 10 апреля 1989 года на 69-м году жизни, в Киеве, от лейкемии. Похоронен на участке № 47а Байкового кладбища.

## Семья
Детей у Николая Гринько не было.
Вторая жена — Айше Рафетовна Чулак-оглы (1932—2013), скрипачка симфонического оркестра Гостелерадио УССР, джазово-симфонического ансамбля «Днепр».

## Фильмография
1. 1951 — Тарас Шевченко — крепостной крестьянин (нет в титрах)
2. 1956 — Есть такой парень — Сарафанов
3. 1956 — Павел Корчагин — чекист
4. 1957 — Правда — матрос-телеграфист (нет в титрах)
5. 1961 — Мир входящему — американский солдат
6. 1962 — Большая дорога — комбриг
7. 1962 — Весёлые истории — дядя Боря
8. 1962 — Иваново детство — Грязнов
9. 1962 — Молчат только статуи — Иваненко
10. 1962 — Серый волк — Джон Тейнер, американский журналист
11. 1963 — Стёжки-дорожки — милиционер
12. 1964 — Тени забытых предков — Ватаг
13. 1964 — Сон — дьяк
14. 1964 — Повесть о Пташкине — Понедельник
15. 1965 — Верность — поляк
16. 1965 — Мы, русский народ — Чортомлык
17. 1965 — Гибель эскадры — Артём
18. 1965 — Нет неизвестных солдат — военврач
19. 1965 — Хочу верить — Георгий Лагутенко, руководитель подполья
20. 1966 — Скверный анекдот — военный
21. 1966 — Формула радуги — отдыхающий на спортбазе
22. 1966 — Авдотья Павловна — директор школы
23. 1966 — Андрей Рублёв — Даниил Чёрный
24. 1967 — Война и мир — де Саль
25. 1967 — Бурьян — Миронов
26. 1967 — Тихая Одесса — Золотаренко
27. 1968 — Один шанс из тысячи — Прохоренко
28. 1969 — Только три ночи — Серафим
29. 1969 — Комиссары — Арефьев (нет в титрах)
30. 1969 — Золотые ворота — архимандрит
31. 1969 — Сюжет для небольшого рассказа — А. П. Чехов
32. 1969 — Опасные гастроли — Андрей Максимович (Виконт де Кордель)
33. 1970 — Один из нас — Келлер
34. 1970 — Море в огне — генерал Петров
35. 1971 — Чёрное солнце — Джон Барт
36. 1971 — Рудобельская республика — Врангель
37. 1971 — Стальное колечко (к/м) — солдат
38. 1971 — Лада из страны берендеев — Дон Педро, министр развлечений
39. 1972 — Ночной мотоциклист — Комаровский, капитан милиции
40. 1972 — Солярис — отец Криса Кельвина
41. 1972 — Последнее дело комиссара Берлаха — «Гулливер»
42. 1973 — Ринг — Хромченко
43. 1973 — Эффект Ромашкина
44. 1973 — Города и годы — Липендин
45. 1973 — Новоселье — Филимон
46. 1974—1978 — Дума о Ковпаке — Д. С. Коротченко
47. 1974 — Весенние перевёртыши — Василий Васильевич
48. 1974 — Зеркало — Иван, директор типографии
49. 1974 — Каждый вечер после работы — завуч
50. 1974 — Ни пуха, ни пера! — радикулитник
51. 1974 — Под каменным небом — Старостин
52. 1974 — Приключения в городе, которого нет — Дон Кихот
53. 1974 — Романс о влюблённых — вице-адмирал
54. 1974 — Автомобиль, скрипка и собака Клякса — Контрабас/папа Олега
55. 1974 — Не болит голова у дятла — отец Мухи
56. 1974 — Скворец и Лира — Михаил Михайлович («дядя Ваня»)
57. 1975 — Приключения Буратино — папа Карло
58. 1975 — Полковник в отставке — Корней Корнеевич Полунин
59. 1975 — Пропавшая экспедиция — профессор Смелков
60. 1975 — Афоня — дядя Егор
61. 1975 — У самого Чёрного моря — Глеб Николаевич Чехарин, москвич в отпуске
62. 1976 — 100 грамм для храбрости — Александр Петрович Никитин
63. 1976 — Аты-баты, шли солдаты… — полковник
64. 1976 — Эквилибрист — конюх
65. 1976 — Тимур и его команда — полковник Александров, отец Жени и Ольги
66. 1976 — Двадцать дней без войны — Вячеслав Викторович
67. 1976 — Такая она, игра — Лавров Валерий Никитич (директор футбольного клуба высшей лиги)
68. 1976 — Освобождение Праги — генерал Бредли
69. 1977 — Юлия Вревская — Савашевич
70. 1977 — Кто поедет в Трускавец — отец
71. 1977 — Солнце, снова солнце
72. 1977 — Фантазии Веснухина — Степан Степанович, милиционер
73. 1978 — Море — Рагулин
74. 1978 — Случайные пассажиры — Елизарыч
75. 1978 — Пока безумствует мечта — Корчагин
76. 1978 — Подпольный обком действует — Д. С. Коротченко
77. 1978 — У меня всё нормально — Григорьев
78. 1978 — Праздник печёной картошки — немец
79. 1978 — Огонь в глубине дерева — знакомый Женьки
80. 1979 — Мой генерал — Савченко
81. 1979 — Последняя охота — Шатохин
82. 1979 — Сталкер — Профессор
83. 1979 — Приключения Электроника — профессор Громов
84. 1979 — Телохранитель — красный командир
85. 1979 — Поездка через город — Борисов, инспектор ГАИ
86. 1980 — Два долгих гудка в тумане — Калашников
87. 1980 — Что там, за поворотом? — скульптор Игорь Илларионович
88. 1980 — Соло — музыкант
89. 1980 — Гражданин Лёшка — Галайда
90. 1980 — Тегеран-43 — Ермолин
91. 1980 — В начале славных дел — старец Нектарий
92. 1980 — От Буга до Вислы — Д. С. Коротченко
93. 1981 — Ярослав Мудрый — Никон
94. 1981 — Приказ: огонь не открывать — Разин
95. 1981 — Ожидание полковника Шалыгина — Шалыгин
96. 1981 — Будьте моим мужем — отдыхающий
97. 1981 — Депутатский час — Петрунин
98. 1981 — Остаюсь с вами — Горелов
99. 1981 — Последний гейм — Викентий Ильич
100. 1981 — Оленья охота — Дашкевич
101. 1981 — О тебе — отец
102. 1981 — Ты должен жить — Семён Григорьевич
103. 1982 — Пространство для манёвра — Демидов
104. 1982 — Оттепель — дед
105. 1982 — Тайна, известная всем — пират «Толстяк»
106. 1982 — Улыбки Нечипоровки — старый Нечипор
107. 1983 — Счастье Никифора Бубнова — начальник шахты
108. 1983 — Ускорение — профессор
109. 1983 — Как я был вундеркиндом — академик
110. 1983 — Здесь твой фронт — парторг
111. 1983 — Голос памяти — робот Рейн
112. 1983 — Миргород и его обитатели — Иван Иванович
113. 1984 — Идущий следом — учитель
114. 1984 — Без права на провал — Иван Иванович, пожилой партизан
115. 1984 — Неизвестный солдат — дедушка
116. 1984 — Обвинение — Слесаренко
117. 1985 — Сестра моя Люся — Илья Лёва, старик с тележкой
118. 1985 — Прыжок — Дорожников
119. 1985 — Грубая посадка — главный конструктор
120. 1985 — Пароль знали двое — Кабардин
121. 1986 — Жалоба — областной прокурор
122. 1986 — Певучая Россия — Образцов
123. 1986 — Миллион в брачной корзине — дед Симеоне, адъютант в отставке
124. 1986 — Счастлив, кто любил… — Матвей Евсеевич
125. 1986 — Обвиняется свадьба — Иван Тимофеевич, учитель, гость
126. 1987 — К расследованию приступить. Клевета — Федин Алексей Алексеевич
127. 1987 — В Крыму не всегда лето — Гордей Филиппович Нащёкин
128. 1987 — Выйти из леса на поляну
129. 1987 — Единожды солгав… — Станислав Сергеевич Шешко, академик
130. 1987 — На переломе — Лесь Волощак
131. 1987 — Рыжая фея — Дед
132. 1988 — Предлагаю руку и сердце — Николай Михайлович
133. 1988 — Генеральная репетиция — директор

### Озвучивание мультфильмов
- 1980 — Пирог со смеяникой — Дракон
- 1980 — Однажды я пришёл домой — Стецько

### Озвучивание аудиоспектаклей
- 1978 — Невероятные приключения Буратино и его друзей — папа Карло

## Фильмы о Гринько
- 1995 — «Чтобы помнили». Николай Гринько. Фильм 17 (документальный).
- 2003 — «Острова». Николай Гринько (документальный, КГРК «Культура»).
- 2008 — «Моя правда». Николай Гринько. Любовь папы Карло. (документальный, «СТБ»)
- 2009 — Николай Гринько. Главный папа СССР (документальный, к 90-летию со дня рождения)
- 2010 — «Человек в кадре». Николай Гринько (документальный, ЗАО «Первый канал. Всемирная сеть»).

## Звания и награды
- Медаль «За боевые заслуги» (7 ноября 1944);
- Медаль «За победу над Германией в Великой Отечественной войне 1941—1945 гг.» (9 мая 1945);
- Медаль «За трудовую доблесть» (24 ноября 1960 года) — отмечая выдающиеся заслуги в развитии советской литературы и искусства и в связи с декадой украинской литературы и искусства в гор. Москве[11];
- Заслуженный артист Украинской ССР (1969);
- Народный артист Украинской ССР (1973);
- Орден «Знак Почёта» (21 мая 1980 года) — за заслуги в развитии советского киноискусства и в связи с шестидесятилетием со дня рождения[12];
- Орден Отечественной войны II степени (6 апреля 1985).

## Память
- На фасаде дома по улице Гоголевской в Киеве, где актёр прожил последние 4 года (1985—1989), в 1990 году установлена мемориальная доска. Автор — скульптор П. Коптев.
- В Херсоне, где родился актёр, решением от 21 февраля 2016 года улица Бегмы (Суворовский район) переименована в улицу Николая Гринько[13].